# لي هيو
لي هيو (بالإنجليزية: Lee Vaughan)‏ (17 يوليو 1986 ببرمنغهام في المملكة المتحدة - ) هو لاعب كرة قدم بريطاني في مركز الدفاع. شارك مع منتخب إنجلترا لكرة القدم C ‏. أما مع النوادي، فقد لعب مع نادي ترانمير روفرز لكرة القدم ونادي والسول وتيلفورد يونايتد ونادي كيدرمينستر هاريرز لكرة القدم ونادي تشيلتنهام تاون لكرة القدم وويلنهول تاون ‏.

## وصلات خارجية
- لي هيو على موقع قاعدة بيانات كرة القدم.إي يو (الإنجليزية)
- لي هيو على موقع Soccerbase.com (لاعب) (الإنجليزية)